# Halahora de Sus
Halahora de Sus est une commune du district de Briceni, en Moldavie. Elle est composée de trois villages : Chirilovca, Halahora de Jos et Halahora de Sus et compte 1 588 habitants en 2014.